# Anderson (Alabama)
Pour les articles homonymes, voir Anderson.
Anderson est une municipalité américaine située dans le comté de Lauderdale en Alabama.
Selon le recensement de 2010, sa population est de 282 habitants. La municipalité s'étend sur 1,29 milles carrés (3,34 km2).
La ville doit son nom au ruisseau Anderson (Anderson Creek), ainsi nommé en l'honneur de l'homme qui y construisit un moulin vers 1840.

## Démographie
| 1970 | 1980 | 1990 | 2000 | 2010 |
| ---- | ---- | ---- | ---- | ---- |
| 373  | 405  | 339  | 354  | 282  |